# Liste von Kirchengebäuden in Tonga
Die Liste der Kirchengebäude in Tonga listet Kirchengebäude im Königreich Tonga auf.

## Tongatapu
| Bild | Name                                                                                 | Konfession                        | Lage                               |
| ---- | ------------------------------------------------------------------------------------ | --------------------------------- | ---------------------------------- |
|      | Centenary Church (Königliche Kathedrale, 1952)                                       | Wesleyanisch                      | Nukuʻalofa (Kolomotuʻa) (Standort) |
|      | Maʻufanga Free Wesleyan Church                                                       | Wesleyanisch                      | Nukuʻalofa (Maʻufanga) (Standort)  |
|      | ʻUtulau Free Wesleyan Church                                                         | Wesleyanisch                      | ʻUtulau (Standort)                 |
|      | Nukuʻalofa Tonga Temple (1983)                                                       | Mormonen                          | Liahona (Pea) (Standort)           |
|      | St.-Marien-Kathedrale (1894/1992) (Malia Tupu Imakulata, ehemals Ma'ofaga Cathedral) | Römisch-Katholisch (Bistum Tonga) | Nukuʻalofa (Maʻufanga) (Standort)  |
|      | St. Antonius von Padua (1980)                                                        | Römisch-Katholisch                | Nukuʻalofa (Kolofoʻou) (Standort)  |
|      | St. Josef (ʻApifoʻou College Chapel)                                                 | Römisch-Katholisch                | Nukuʻalofa (Maʻufanga) (Standort)  |
|      | Houma Parochial Church (1940)                                                        | Römisch-Katholisch                | Houma (Standort)                   |
|      | St. Michael (1894/2008)                                                              | Römisch-Katholisch                | Lapaha (Standort)                  |
|      | Centennial Church (1985)                                                             | Free Church of Tonga              | Nukuʻalofa (Kolofoʻou) (Standort)  |
|      | Maʻufanga Free Church of Tonga                                                       | Free Church of Tonga              | Nukuʻalofa (Maʻufanga) (Standort)  |
|      | Church of Tonga                                                                      | Church of Tonga                   | Nukuʻalofa (Kolofoʻou) (Standort)  |
|      | Seventh Day Adventist Church                                                         | Siebenten-Tags-Adventisten        | Nukuʻalofa (Kolofoʻou) (Standort)  |
|      | St Paul’s (1930)                                                                     | Anglikanisch                      | Nukuʻalofa (Kolofoʻou) (Standort)  |

## ʻEua
| Bild | Name                         | Konfession           | Lage                     |
| ---- | ---------------------------- | -------------------- | ------------------------ |
|      | Pangai Free Wesleyan Church  | Wesleyanisch         | Pangai (ʻEua) (Standort) |
|      | ʻOhonua Free Church of Tonga | Free Church of Tonga | ʻOhonua (Standort)       |

## Haʻapai
| Bild | Name                        | Konfession         | Lage              |
| ---- | --------------------------- | ------------------ | ----------------- |
|      | Hihifo Free Wesleyan Church | Wesleyanisch       | Hihifo (Standort) |
|      | St. Teresa von Ávila        | Römisch-Katholisch | Pangai (Standort) |

## Vavaʻu
| Bild | Name                         | Konfession         | Lage                          |
| ---- | ---------------------------- | ------------------ | ----------------------------- |
|      | Neiafu Free Wesleyan Church  | Wesleyanisch       | Neiafu (Standort)             |
|      | Neiafu Tonga Temple (im Bau) | Mormonen           | Neiafu (Standort)             |
|      | St. Josef der Arbeiter       | Römisch-Katholisch | Neiafu (Fungamisi) (Standort) |